# Célula reticular
As células reticulares são células de grande dimensão, com núcleo ovalado esponjoso e citoplasma corado de azul-acinzentado, providas de prolongamentos que se unem entre si, em rede (retículo); encontram-se nos órgãos hematopoiéticos; representam os precursores das células sanguíneas ou das células conjuntivas livres dos tecidos (histioblastos).